# Il dottor X
Il dottor X (Doctor X) è un film del 1932 diretto da Michael Curtiz.

## Trama
Nei pressi di un'accademia scientifica, opera un serial killer che uccide e sbrana le sue vittime durante la fase di luna piena. Il dottor Xavier chiede di poter fare delle indagini per scoprire il colpevole, che lui ritiene essere in preda a un'ossessione e la polizia gli concede 48 ore. All'accademia vivono anche la figlia di Xavier, Joan; il dottor Wells, un esperto di cannibalismo; il dottor Haines e il dottor Rowitz, ambedue vittime di un naufragio e che forse hanno avuto a che fare con episodi di cannibalismo; l'assistente di Rowitz, Duke, e un altro studente. Il solo che sembra essere al di sopra di ogni sospetto è Wells, perché privo di un braccio e, di conseguenza, impossibilitato a strangolare chicchessia.
Indagando fuori dell'accademia, il reporter Lee Taylor incontra Joan. Il giorno seguente, lei gli rivela che i suoi articoli hanno reso impossibile a suo padre di continuare a condurre i suoi esperimenti. Tutti lasciano il luogo per recarsi a Long Island, a Cliff Manor e Lee li segue. Joan si offre volontaria per partecipare al secondo esperimento che vedrà tutti gli uomini, tranne Wells, incatenati alla propria sedia. Ma il killer è proprio Wells che, aggiungendo della carne sintetica al proprio braccio, lo rende capace di uccidere. Aggredisce Joan che però viene salvata da Lee che riesce a spingere l'assassino verso la finestra da dove cade, andando a schiantarsi sulla scogliera.

## Produzione
Il film fu prodotto dalla First National Pictures.
Venne girato in California, a Laguna Beach, a Los Angeles River e allo Stage 7, nei Warner Brothers Burbank Studios, al 4000 di Warner Boulevard, a Burbank. La Warner girò una versione del film in bianco e nero. Due scene del film sono girate in maniera diversa dalla versione a colori: quella con Lee Tracy e Mae Busch nella casa con la scena della prostituzione e la sequenza di Tracy nella stanza dello scheletro.

## Distribuzione
Distribuito dalla Warner Bros., il film uscì nelle sale cinematografiche statunitensi il 27 agosto 1932 dopo essere stato presentato in prima a New York il 3 agosto.